# Гуломалиев, Гуломхайдар
Гуломхайдар Гуломалиев (тадж. Ғуломҳайдар Ғуломалиев; 1904 — 1961) — советский, таджикский музыкант, балетмейстер, хореограф, композитор. Народный артист СССР (1957). Один из основателей профессионального музыкального и хореографического искусства Памира.

## Биография
Гуломхайдар Гуломалиев родился 6 сентября (по другим источникам — 19 апреля) 1904 года в селе Вомар (ныне посёлок Рушан, Горно-Бадахшанская автономная область, Таджикистан).
В 1936 году впервые на Памире создал кружок художественной самодеятельности, в 1943 году организовал детский ансамбль песни и танца. 
В 1956 году, на основе созданных им коллективов Рушанского дома культуры, организовал и стал художественным руководителем Памирского ансамбля народной музыки, песни и танца Таджикской государственной филармонии.
Выступал как музыкант-исполнитель, композитор-мелодист, создатель ряда популярных песен и инструментальных номеров.
Член КПСС с 1943 года.  
Скончался 19 апреля 1961 года (по другим источникам — 20 апреля) в Москве (по другим источникам — в Душанбе). Похоронен на Центральном кладбище в Душанбе.

## Награды и звания
- Заслуженный артист Таджикской ССР (1946)
- Народный артист Таджикской ССР (1955)
- Народный артист СССР (1957)